# トマス・アンスティス
トマス・アンスティス（Thomas Anstis、1723年4月没）は、イギリスの海賊。ハウエル・デイヴィスやバーソロミュー・ロバーツのもとで活動した。

## 略歴

### デイヴィスおよびロバーツの部下として
1718年、アンスティスはニュープロビデンス島からスループ船バック号に乗り組んで出帆した。この船は海賊掃討のためバハマに派遣されていたウッズ・ロジャーズ植民地総督が用意した交易船であったが、アンスティスと同じく海賊稼業に乗り出そうと企む男たちが乗船しており、その中にはハウエル・デイヴィス、ウォルター・ケネディなどが含まれていた。一味はこの船を乗っ取り、海賊になるつもりのない者は僚船のマンヴィル・トレーダー号に移乗させ、選挙でデイヴィスが船長に選ばれて海賊となった。
プリンシペ島でデイヴィスが殺された後、一味の新たな船長としてバーソロミュー・ロバーツが選ばれた。ロバーツはドミニカ島で拿捕したブリガンティン船をグッド・フォーチュン号と名付け、僚船としてアンスティスに指揮を任せた。

### ロバーツからの離反
西インド諸島のとある島で、飲んだくれの乗組員からの侮辱に憤慨したロバーツが、その場でその人物を殺してしまうという事件が発生した。殺された男の仲間であったジョーンズは怒りを露わにし、ロバーツを公然と批判した。ジョーンズの罵りを聞いたロバーツは彼の背中を斬り付け、ジョーンズもまた反撃してロバーツをしたたかに殴りつけた。その後ジョーンズは鞭打ちの刑に処されたが、この一件を機に彼はロバーツからの離反を決意した。同じころ僚船に対して横柄であったロバーツに不満を感じていたアンスティスもこれに同調し、彼らは共謀してグッド・フォーチュン号ごとロバーツ一味から離反しようと計画したのである。1721年4月18日、一味がアフリカ海岸沖に来たさい、ジョーンズは遊びに行くふりをしてグッド・フォーチュン号に乗り移り、そのまま夜陰に乗じてこの計画を実行した。
7月中旬、アンスティスの一味はイスパニョーラ島とジャマイカの間の海域で多数の船を拿捕し、食糧などを奪ったうえで乗組員の増員を図った。これらの船のうち、アイルランドからやって来たアーウィン号では乗船していた女性船客に乱暴を働き、終いには彼女を海に投げ込んでしまった。彼女を助けようとしたモントセラト島のドイリー大佐にも暴行を加えたとされる。
バミューダ諸島へ足をのばした一味は、カロライナに向かっていたモーニング・スター号を拿捕し、100人の仲間を乗り組ませて海賊船とした。モーニング・スター号は部下のジョン・フェンに指揮を任せて僚船とし、新たな航海に出ると思われたが、新入りが多かった一味は仲間割れを起こし、ついには解散するしかないだろうという結論に至った。一味は国王の赦免を求めるための請願書を作成し、ジャマイカからイギリス本国へ向かう商船にこれを託した。彼らは請願書の中でロバーツに海賊になることを強要されたのだと主張し、誰が首謀者なのか分からなくするために円形に署名をした。
一味はイギリスからの返事が来るまでキューバの無人島に身を潜めた。それから約9か月後の1722年8月、一味はジャマイカ航路を辿って使者の船に追い付いたが、イギリスで請願が却下されてしまったことを知った。この悪い知らせを受けた一味は再び海賊稼業を続けざるを得なくなり、グッド・フォーチュン号とモーニング・スター号の2隻で出帆した。南に向かっていた一味だったが、不注意のためにモーニング・スター号がグランドケイマン島に乗り上げて大破してしまった。アンスティスはグッド・フォーチュン号を投錨して乗組員たちを収容していたが、そこに2隻の軍艦HMSヘクター号とHMSアドヴェンチャー号が接近して来た。アンスティスはすぐさま沖に出て逃走を図り、危ういところで離脱することに成功した。一方軍艦は島に残っていた海賊たちを捕虜にした。結果的にアンスティスは40人もの部下を失ってしまったのである。
軍艦から逃れた一味はホンジュラス湾にてダーフィー船長のスループ船を含む数隻の船を拿捕し、乗組員たちは全員海賊船に乗せた。ダーフィーは後に多数の乗組員を引き入れて逃亡を計画した。この計画は失敗に終わり、アンスティスはダーフィーを討伐しようとしたが、上陸したダーフィーの一団が激しく応戦したため諦めざるを得なかった。

### 最期
1722年12月、西インド諸島に向かったアンスティスはスミス船長の船を拿捕し、砲24門を積み込んだ上でフェンに指揮を任せた。さらに食糧を積んだアンティロープ号を拿捕した。
1723年4月、アンスティスはトバゴ島で船の整備を行うため島に上陸したが、時を同じくして島に軍艦HMSウィンチェルシー号が立ち寄った。慌てた海賊たちは整備していた船に火を放って逃走し、森の中に逃げ込んだ。アンスティス自身はグッド・フォーチュン号の快速を利用して離脱に成功したが、新入りの部下たちはこの稼業に嫌気がさしており、ハンモックで寝ていたアンスティスほか操舵手などの主だった船員たちを射殺してしまった。謀反を起こした一団は生き残りの海賊たちを捕縛してオランダの植民地であったキュラソーに連行し、総督に引き渡した。海賊たちは絞首刑になり、投降してきた一団は赦免されたという。
フェンはトバゴ島で捕われ、後にアンティグアに移送されて絞首刑になった。森に潜んで逃げ延びた者たちはイギリスに帰国することを決め、ブリストル海峡で船を沈めた後に各々散っていった。